# Всеобщие выборы в Венесуэле (1973)
Всеобщие выборы 1973 года в Венесуэле — президентские и парламентские выборы, состоявшиеся 9 декабря 1973 года. Президентские выборы выиграл Карлос Андрес Перес, кандидат партии Демократическое действие, который получил 48,7 % голосов, а его партия получила абсолютно большинство мест в Палате депутатов и Сенате. Явка избирателей составила 96,7 % на президентских выборах и 94,5 % в выборах в Конгресс.

## Кампания
В отличие от предыдущих выборы 1973 года показали высокую степень поляризации венесуэльского электората, характерную для двухпартийной системы. Реальные шансы на победу имели только кандидаты двух ведущих партий, Карлос Андрес Перес от Демократического действия (ДД) и Лоренцо Фернандес от КОПЕЙ. Результаты выборов фактически закрепили положение этих партий в качестве единственных важных политических сил, довершив формирование в стране двухпартийной системы.
За время своего правления президенту Рафаэлю Кальдера удалось значительно продвинуться на пути к достижению мира и национального согласия в Венесуэле, с 1960 года сотрясаемой гражданской войной. Большая часть левых партизан отказались от вооружённой борьбы и включились в мирный процесс. Часть вчерашних повстанцев образовали свои собственные партии, Народное избирательное движение (исп. Movimiento Electoral del Pueblo, MEP) и Движение к социализму (исп. Movimiento al Socialismo, MAS).
Столкнувшись с растущей угрозой маргинализации и создания в Венесуэле двухпартийной системы, в рамках которой страной будут поочерёдно управлять ДД и КОПЕЙ, руководство трёх партий, Демократического республиканского союза (ДРС), Народного избирательного движения (НИД) и Компартии (КПВ), решают создать выдвинуть на пост президента единого кандидата. В начале им удалось договориться о создании Народного националистического фронта (исп. Frente Nacionalista Popular), также известный как «Новая сила» (исп. Nueva Fuerza). Участники фронта решили в случае своей победы создать правительство национального единства, национализировать железорудную и нефтяную отрасли, банки, электроэнергетику и латифундии, а также осуществить план широкомасштабного строительства дешёвого жилья. Но в дальнейшем возникли разногласия относительно кандидатуры на президентских выборов 1973 года. ДРС предложил выдвинуть от «Новой силы» Вильяальбу, а НИД Хесуса Анхеля Паса Галаррагу. Не сумев договориться, ДРС решил участвовать в выборах самостоятельно.
Избирательная кампания была более агрессивной чем предыдущие и отличилась использованием новых, нехарактерных для венесуэльской политики приёмов, чему немало способствовали американские политические консультанты и PR-специалисты, привлечённые для ведения предвыборной кампании Карлоса Андреса Переса. Кандидат ДД, пользовавшийся в стране неоднозначной репутацией из-за своей борьбы с левыми радикалами на посту министра внутренних дел, вёл агитацию за себя очень активно, в частности, он посетил почти все более или менее заметные населённые пункты страны, пройдя пешком свыше 5800 км. В своей кампании ДД впервые использовала джинглы (такие как песня Ese hombre sí camina популярного в Венесуэле музыканта Хосе Энрике «Chelique» Sarabia), чрезмерное внимание уделялось имиджу кандидата, который стал превалировать над политической позицией. Агрессивная рекламная кампания в сочетании с необычайной харизмой Андреса Переса позволила ему одержать уверенную победу.
Партия Националистический гражданский крестовый поход (исп. Cruzada Cívica Nacionalista, CCN), созданная свергнутым в 1958 году главой военной хунты Маркосом Пересом Хименесем, продолжила работу по возвращению к власти своего лидера. Этому способствовали благоприятные для Переса Хименеса результаты выборов в Сенат Венесуэлы в 1968 году, когда бывшего диктатора поддержало более 400 000 избирателей. Впрочем, попытка его сторонников добиться выдвижения своего лидера в президенты провалилась. Представители основных партий смогли провести через Конгресс поправку в конституцию, согласно которой Перес Хименес не мог баллотироваться на пост президента.

## Президентские выборы
Кандидаты в президенты Венесуэлы:
- Карлос Андрес Перес (Демократическое действие) — профессиональный политик. Секретарь главы Революционного правительства Ромуло Бетанкура (1945—1947), член Палаты депутатов трёх созывов от штата Тачира, министр внутренних дел при президенте Бетанкуре (1962—1963). Поддержан правящими кругами, проправительственными силами и Националистической революционной партией.
- Хесус Анхель Пас Галаррага (Народное избирательное движение) — врач-педиатр, в прошлом один из соучредителей партии Демократическое действие, в 1967 году примкнул к бывшему президенту Сената и председателю Демократического действия Луису Бельтрану Прието Фигероа, вышедшему из партии и выдвинувшему свою кандидатуру для участия в президентских выборах 1968 года. Вместе с ним создал партию Народное избирательное движение. Поддержан Компартией.
- Хосе Висенте Ранхель (Движение к социализму) — политик, адвокат и журналист, в прошлом депутат конгресса от ДРС, был выдвинут партией бывших партизан, отказавшихся от вооружённой борьбы против правительства в 1971 году. Поддержан Революционным левым движением.
- Ховито Вильяальба (Демократический республиканский союз) — профессиональный политик, участник президентских выборов 1963 года.
- Лоренцо Фернандес (КОПЕЙ) — министр внутренних дел при президенте Рафаэле Кальдера (1969—1972). Поддержан Народной демократической силой и Народным движением.
- Мигель Анхель Бурелли Ривас («Национальное мнение») — политик, дипломат и юрист, участник президентских выборов 1968 года.
- Херман Боррегалес (Движение национального действия) — журналист, писатель и политик. Поддержан крайне правыми кругами. Баллотировался в президенты в третий раз.
- Педро Тиноко (Интеграционистская национальная партия) — бизнесмен и политик. Министр финансов при президенте Кальдера (1969—1972). Был близок к бывшему диктатору Венесуэлы Маркосу Пересу Хименесу.
- Мартин Гарсия Вилласмил (PSD) — генерал, министр обороны при президенте Рафаэле Кальдера (1969—1971).
- Педро Сеньини Ла Круз (Национальный демократический фронт).
- Раймундо Верде Роха (Независимое демократическое движение).
- Альберто Солано (Освободительные силы).

### Результаты
| \| \| \| | 48,70 % |
|          |         |

|  |  |

| \| \| \| | 36,70 % |
|          |         |

|  |  |

| \| \| \| | 5,07 % |
|          |        |

|  |  |

| \| \| \| | 4,26 % |
|          |        |

|  |  |

| \| \| \| | 3,07 % |
|          |        |

|  |  |

| \| \| \| | 0,78 % |
|          |        |

|  |  |

| \| \| \| | 0,67 % |
|          |        |

|  |  |

| \| \| \| | 0,27 % |
|          |        |

|  |  |

| \| \| \| | 0,21 % |
|          |        |

|  |  |

| \| \| \| | 0,14 % |
|          |        |

|  |  |

| \| \| \| | 0,09 % |
|          |        |

|  |  |

| \| \| \| | 0,04 % |
|          |        |

|  |  |

1. ↑  Количество действительных бюллетеней
2. ↑  Учтены как действительные, так и недействительные и пустые бюллетени

## Выборы в Национальный конгресс
| Партия                                         | Оригинальное название                            | Голоса    | %     | Депутатские места | Депутатские места | Депутатские места | Депутатские места |
| Партия                                         | Оригинальное название                            | Голоса    | %     | Палата депутатов  | +/-               | Сенат             | +/-               |
| ---------------------------------------------- | ------------------------------------------------ | --------- | ----- | ----------------- | ----------------- | ----------------- | ----------------- |
| Демократическое действие                       | исп. Acción Democrática, AD                      | 1 955 439 | 44,44 | 102               | ▲36               | 28                | ▲9                |
| Социал-христианская партия КОПЕЙ               | исп. COPEI                                       | 1 330 514 | 30,24 | 64                | ▲5                | 13                | ▼3                |
| Движение к социализму                          | исп. Movimiento al Socialismo, MAS               | 232 756   | 5,29  | 9                 | Первый раз        | 2                 | Первый раз        |
| Народное избирательное движение                | исп. Movimiento Electoral del Pueblo, MEP        | 218 192   | 4,96  | 8                 | ▼17               | 2                 | ▼3                |
| Националистический гражданский крестовый поход | исп. Cruzada Cívica Nacionalista, CCN            | 189 667   | 4,31  | 7                 | ▼14               | 1                 | ▼3                |
| Демократический республиканский союз           | исп. Unión Republicana Democrática, URD          | 140 462   | 3,19  | 5                 | ▼13               | 1                 | ▼2                |
| Народная демократическая сила                  | исп. Fuerza Democrática Popular, FDP             | 54 759    | 1,24  | 0                 | ▼10               | 0                 | ▼1                |
| Коммунистическая партия Венесуэлы              | исп. Partido Comunista de Venezuela, PCV         | 52 754    | 1,20  | 2                 | ▼3                | 0                 | ▼1                |
| Революционное левое движение                   | исп. Movimiento de Izquierda Revolucionaria, MIR | 44 012    | 1,00  | 1                 | Первый раз        | 0                 | Первый раз        |
| «Национальное мнение»                          | исп. Opinión Nacional, OPINA                     | 32 751    | 0,72  | 1                 | ▲1                | 0                 | ▬                 |
| Интеграционистская национальная партия         | исп. Partido Nacional Integracionista, PNI       | 30 618    | 0,67  | 1                 | Первый раз        | 0                 | Первый раз        |
| Независимые прогрессисты                       | исп. Progresistas independientes, PI             | 27 528    | 0,60  | 0                 | Первый раз        | 0                 | Первый раз        |
| Националистический фронт единства              | исп. Frente de Unidad Nacionalista, FUN          | 15 537    | 0,34  | 0                 | Первый раз        | 0                 | Первый раз        |
| Движение национального действия                | исп. Movimiento de Acción Nacional, MAN          | 12 588    | 0,28  | 0                 | ▼1                | 0                 | ▬                 |
| PSD                                            | исп. PSD                                         | 12 238    | 0,27  | 0                 | Первый раз        | 0                 | Первый раз        |
| Национальный демократический фронт             | исп. Frente Nacional Democrático, FND            | 11 313    | 0,25  | 0                 | ▼4                | 0                 | ▼1                |
| Народное движение                              | исп. Movimiento Popular, MP                      | 8324      | 0,18  | 0                 | Первый раз        | 0                 | Первый раз        |
| 19 других партий                               | 19 других партий                                 | 8031      | 0,18  | 0                 | —                 | 0                 | —                 |
| Недействительные/пустые бюллетени              | Недействительные/пустые бюллетени                | 172 422   |       | —                 | —                 | —                 | —                 |
| Всего                                          | Всего                                            | 4 572 187 | 100   | 200               | ▼14               | 47                | ▼5                |
| Зарегистрировано избирателей/Явка              | Зарегистрировано избирателей/Явка                | 4 737 122 | 96,52 |                   |                   |                   |                   |
| Источник: D. Nohlen                            |                                                  |           |       |                   |                   |                   |                   |

| Народное голосование (%) | Народное голосование (%) | Народное голосование (%) | Народное голосование (%) | Народное голосование (%) |
| ------------------------ | ------------------------ | ------------------------ | ------------------------ | ------------------------ |
| AD                       |                          |                          | 44.44 %                  |                          |
| COPEI                    |                          |                          | 30.24 %                  |                          |
| MAS                      |                          |                          | 5.29 %                   |                          |
| MEP                      |                          |                          | 4.96 %                   |                          |
| CCN                      |                          |                          | 4.31 %                   |                          |
| ДРС                      |                          |                          | 3.19 %                   |                          |
| Другие                   |                          |                          | 7.57 %                   |                          |

| Распределение мест в Палате депутатов (%) | Распределение мест в Палате депутатов (%) | Распределение мест в Палате депутатов (%) | Распределение мест в Палате депутатов (%) | Распределение мест в Палате депутатов (%) |
| ----------------------------------------- | ----------------------------------------- | ----------------------------------------- | ----------------------------------------- | ----------------------------------------- |
| AD                                        |                                           |                                           | 51.00 %                                   |                                           |
| COPEI                                     |                                           |                                           | 32.00 %                                   |                                           |
| MAS                                       |                                           |                                           | 4.50 %                                    |                                           |
| MEP                                       |                                           |                                           | 4.00 %                                    |                                           |
| CCN                                       |                                           |                                           | 3.50 %                                    |                                           |
| Другие                                    |                                           |                                           | 5.00 %                                    |                                           |

| Распределение мест в Сенате (%) | Распределение мест в Сенате (%) | Распределение мест в Сенате (%) | Распределение мест в Сенате (%) | Распределение мест в Сенате (%) |
| ------------------------------- | ------------------------------- | ------------------------------- | ------------------------------- | ------------------------------- |
| AD                              |                                 |                                 | 59.57 %                         |                                 |
| COPEI                           |                                 |                                 | 27.65 %                         |                                 |
| MAS                             |                                 |                                 | 4.26 %                          |                                 |
| MEP                             |                                 |                                 | 4.26 %                          |                                 |
| Другие                          |                                 |                                 | 4.26 %                          |                                 |

## Значение
Во второй раз с момента восстановления демократии в 1958 году действующий президент уступил свой пост кандидату другой политической партии, что доказало демократичность и устойчивость политической системы в Венесуэле. За кандидатов двух ведущих партий страны на выборах президента проголосовало более 85 % избирателей, а на выборах в парламент около 75 %, что указывает на завершение формирования двухпартийной системы.